# 柱沢村
柱沢村（はしらざわむら）は福島県伊達郡にあった村。現在の伊達市保原町柱田・保原町所沢にあたる。

## 地理
- 山：雨乞山

## 歴史
- 1889年（明治22年）4月1日 - 町村制の施行により、柱田村、所沢村の区域をもって発足。
- 1955年（昭和30年）3月1日 - 保原町・大田村・富成村・上保原村と合併して保原町が発足。同日柱沢村廃止。
- 2006年（平成18年）1月1日 - 保原町が伊達町・梁川町・霊山町・月舘町と合併して伊達市が発足。

## 交通

### 鉄道路線
- 福島電気鉄道（現・福島交通）
  - 掛田線（1971年廃止）
    - 柱田駅 - 金山駅